# Klas-Göran Karlsson
Klas-Göran Karlsson (Trelleborg, 4 de junho de 1955) é um historiador e professor emérito sueco que atuou no Departamento de História da Universidade de Lund até o outono de 2022, quando se aposentou.

## Biografia
Karlsson defendeu sua tese em Lund, em 1987, sobre ensino de história e política na Rússia e na União Soviética. Na Universidade de Lund, ele também se tornou professor associado de história em 1989 e professor da mesma disciplina em 2000. Ele tem um amplo interesse em história contemporânea internacional e pesquisa a Rússia e o resto da Europa Oriental, terror e genocídio, o impacto das guerras mundiais na posteridade e a prática histórica europeia. Nos anos de 2001 a 2008, ele liderou o grande projeto de pesquisa O Holocausto e a Cultura Histórica Europeia (em sueco:  Förintelsen och den europeiska historiekulturen), e nos anos de 2017 a 2021 outro grande projeto de pesquisa, Lições Históricas do Comunismo e do Nazismo (em sueco:  Historiska lärdomar av kommunism och nazism).
Karlsson é o autor da maioria dos artigos da Enciclopédia Nacional sobre a história da Europa Oriental. Como professor de história, ele editou e escreveu diversas obras de referência. De 1997 a 2003, foi presidente da Associação de Professores de História. De 2004 a 2010, ele liderou a Escola de Pós-Graduação em História e, de 2009 a 2012, a Escola de Pós-Graduação em História e Didática da História, para professores de história em atividade. Ele é membro da Comissão da Verdade e Reconciliação de Tornedalen, Kvänen e Lantalaiset. Karlsson dirige sua própria empresa, a KGK Historieproduktion.

## Obras publicadas
- Historieundervisning i klassisk ram. En didaktisk studie av historieämnets målfrågor i den ryska och sovjetiska skolan 1900-1940, Lund 1987
- Armenien: Från berget Ararat till det bergiga Karabach, Göteborg 1990
- Det förvandlade Östeuropa. Etniska konflikter och nationalitetsproblem i den öst- och centraleuropeiska historien, nutiden och framtiden, Moheda 1993
- Europa och världen under 1900-talet, Stockholm 1995
- Stat, Nation, Konflikt, Höganäs 1996 (med Kristian Gerner, Rune Johansson, Kerstin Nyström, Kim Salomon)
- Historiedidaktik, Lund 1997 (med Christer Karlegärd)
- Östeuropa vid skiljevägen, Moheda 1998
- Östeuropa - Länder på skilda vägar, Moheda 1999
- Historia som vapen: Historiebruk och Sovjetunionens upplösning 1985–1995, Stockholm 1999
- Nordens Medelhav. Östersjöområdet som historia, myt och projekt, Stockholm 2002 (med Kristian Gerner)
- Terror och tystnad. Sovjetregimens krig mot den egna befolkningen, Stockholm 2003
- Echoes of the Holocaust, Lund 2003 (med Ulf Zander)
- Historien är nu, Lund 2004 (med Ulf Zander)
- Holocaust Heritage, Malmö 2004 (med Ulf Zander)
- Folkmordens historia, Stockholm 2006 (med Kristian Gerner)
- Historieforskning på nya vägar, Lund 2006 (med Eva Helen Ulvros och Ulf Zander)
- The Holocaust on Post-War Battlefields, Malmö 2006 (med Ulf Zander)
- Med folkmord i fokus. Förintelsens plats i den europeiska historiekulturen, Stockholm 2008
- Brott mot mänskligheten under kommunistiska regimer: Forskningsöversikt, Stockholm 2008, (med Michael Schoenhals)
- Europeiska möten med historien. Historiekulturella perspektiv på andra världskriget, förintelsen och den kommunistiska terrorn, Stockholm 2010
- Möten med historiens mångfald, Lund 2010 (med Lars Berggren och Charlotte Tornbjer)
- Historia på väg mot framtiden. Historiedidaktiska perspektiv på skola och samhälle, Lund 2010 (med Per Eliasson, Henrik Rosengren, Charlotte Tornbjer)
- De som är oskyldiga idag kan bli skyldiga imorgon. Det armeniska folkmordet och dess efterbörd, Stockholm 2012
- Historien är närvarande, Lund 2014 (med Ulf Zander)
- Urkatastrofen. Första världskrigets plats i den moderna historien, Stockholm 2014
- Perspectives on the Entangled History of Communism and Nazism: A Comnaz Analysis, Lanham 2015 (med Johan Stenfeldt och Ulf Zander)
- Att undervisa i historia på universitet: idéer, problem, utmaningar, Lund 2018
- Det moderna trettioåriga kriget. Europa 1914-1945, Stockholm 2019
- Folkmord. Historien om ett brott mot mänskligheten, Lund 2021
- Natur & Kulturs globalhistoria. Del 1: Existens och rörelse, Stockholm 2022 (red.)
- Natur & Kulturs globalhistoria. Del 2: Kultur och makt, Stockholm 2022 (red.)
- 1920-talet - en spegel för vår tid, Stockholm 2024 (med Kim Salomon)
- Lessons of History. The Holocaust and Soviet Terror as Borderline Events, Boston 2024

## Prêmios e associações
- Membro da Sociedade Científica de Lund (LVSL, 1991)[4]
- Membro da Real Sociedade de Humanidades em Lund (2012)